# Ronald Mc-Intyre
Ronald Mc-Intyre Mendoza (Tocopilla, 2 de mayo de 1927-Viña del Mar, 9 de agosto de 2015) fue un oficial de marina. Durante 42 años se desempeñó en la Armada de Chile, siendo, a lo largo de su carrera, especialista en telecomunicaciones, Oficial de Estado Mayor, jefe de Estudios de la Escuela Naval, profesor de la Academia de Guerra Naval, comandante de los buques AGS Yelcho, "Piloto Pardo", DDG Riveros y AO Araucano. Fue Senador de la República entre los años 1990 y 1998. 

## Carrera militar
Al finalizar su etapa escolar, se incorporó, en 1941, a la Escuela Naval Arturo Prat de la que egresó en 1946.
En 1950 se incorporó a la Escuela de Operaciones para cursar la especialidad de Telecomunicaciones. En 1952 realizó el curso C.I.C en Estados Unidos. A su regreso, entre 1953 y 1954, se desempeñó como oficial C.I.C en el Crucero O'Higgins. Posteriormente, retornó a la Escuela Naval como instructor, ocupando igual cargo, en 1956, en la Escuela de Electrónica y Telecomunicaciones de la Armada.
En 1957 fue designado jefe del Departamento de Operaciones del Crucero Prat. Entre 1958 y 1959 realizó estudios en la Academia de Guerra Naval. Desde 1963 a 1965 asumió la Jefatura de Estudios de la Escuela Naval. Y en 1966 fue profesor de la Academia de Guerra. Durante los años 1967 y 1968 fue agregado naval adjunto de la embajada de Chile en Estados Unidos, Washington D. C. En los años siguientes tuvo diversos cargos de mando dentro de la Armada, como Jefe de Estado Mayor en la Tercera Zona Naval, entre 1971 y 1973; y entre 1974 y 1975, fue designado Secretario General de la Armada.
Más adelante se desempeñó como Agregado Naval a las Embajadas de Chile, en Estados Unidos y Canadá, entre 1976 y 1977; y Jefe de la Misión Naval de Chile en Washington y ante la Junta Interamericana de Defensa. En 1978 fue nombrado Jefe de Gabinete de la Armada, cargo que ejerció hasta 1979; y Comandante en Jefe de la Escuadra Nacional. En 1980 recibió un nombramiento importante para su trayectoria Naval, como Jefe del Estado Mayor de la Defensa Nacional, que ejerció solo hasta 1982, acogiéndose a retiro.

## Vida civil y senador
Ya retirado de sus funciones, continuó trabajando como profesor de Planificación y en 1984, como profesor de Conducción Político-Estratégica en la Academia de Guerra. También fue profesor de la Academia Nacional de Estudios Políticos y Estratégicos (ANEPE), entre los años 1984 y 1989. 
En 1987 fue nombrado asesor del Ministro de Relaciones Exteriores en la Comisión Negociadora con Perú, del Tratado de 1929.
Miembro del Directorio del International Security Council y miembro activo del Summit Council of World Peace.
En su calidad de alto jefe de la Armada, en 1990 fue designado senador institucional, por el Consejo de Seguridad Nacional para el período 1990-1998. Integró las Comisiones Permanentes de Relaciones Exteriores, Pesca y Acuicultura; y la Revisora de Cuentas. Fue senador reemplazante en la Comisión Permanente de Transportes y Telecomunicaciones, la que luego integró plenamente.

## Vida personal
Se casó con Carmen Astorga Paulsen, con quien tuvo tres hijos: Ronald, Carmen y Jaime. 